# Коломієць Володимир Валерійович
Володимир Валерійович Коломієць (нар. 3 травня 2001) — український футболіст, воротар ««Чайка»».

## Життєпис
З 2019 року перебуває в структурі «Оболонь-Бровар». За другу команду пивоварів дебютував 27 липня 2019 року в переможному (1:0) виїзному поєдинку 1-го туру групи «А» Другої ліги проти вишгородського «Діназу». Володимир вийшов на поле в стартовому складі та відіграв увесь матч «на нуль». Станом на 21 жовтня 2019 року зіграв 12 матчів у Другій лізі, також двічі потрапляв до заявки на матч першої команди у Першій лізі, проте в обох випадках залишався увесь поєдинок на лаві для запасних.